# Zisk před započtením úroků, daní a odpisů
Zisk před započtením úroků, daní a odpisů (EBITDA, zkratka z anglického názvu Earnings before Interest, Taxes, Depreciation and Amortization – zisk před odečtením úroků, daní, odpisů a amortizace) je indikátor, který ukazuje provozní výkonnost společnosti. Je to hrubý provozní zisk. Používá se ve finanční analýze při porovnání výkonnosti mezi různými společnostmi nebo odvětvími. Důvodem zavedení tohoto ukazatele (stejně jako ukazatelů EBIT a EBITA) je, že management podniku nemůže ovlivnit úrokovou sazbu a sazbu daně z příjmů právnických osob. Tyto sazby se v různých zemích liší a mohou se i lišit v rámci jedné země v čase.
EBITDA nepočítá ani s úroky a daní ani s odpisy. Z toho důvodu vychází ukazatel lépe pro podniky, které vsadily více na stroje či software na úkor lidí, protože odpisy strojů a softwaru se nepočítají, zatímco personální náklady ano. Stejně tak vychází ukazatel lépe pro podniky, které vlastní nemovitost a auta, oproti podnikům v nájmu a s auty na leasing, protože odpisy budov či aut se nepočítají, zatímco nájem a leasingové splátky ano. Pokud je pro investora rozhodující čistý zisk (tj. po zdanění, angl. net profit či net income), nepoužívá EBITDA, EBITA, EBIT či EBT.

## Výpočet
EBITDA = výnosy − náklady (bez započtení úroků, daní, odpisů a amortizace)

## EBITA
EBITA (Earnings before Interest, Taxes, and Amortization) oproti EBITDA počítá i s běžnými odpisy (tedy budov, strojů či softwaru). Stejně jako EBITDA však nepočítá s amortizací/odpisy nehmotného majetku, jako je goodwill. Ten vznikne tím, že společnost koupí jinou společnost či její část (podnik) za vyšší cenu, než je účetní hodnota. Měření výkonnosti takového podniku pak není ovlivněno tím, že se stal v minulosti předmětem akvizice, protože dodatečné náklady na amortizaci goodwillu se nepočítají. Potažmo není ovlivněno měření výkonnosti společnosti, která akvizici provedla.
Pokud žádná amortizace nehmotného majetku, jako je goodwill, není, což je běžné, potom EBITA=EBIT.